# Karoši
Karoši (japonsko 過労死, hepburn: karōshi) ki jih je mogoče prevesti dobesedno iz japonščine kot "smrti zaradi preobilice dela", je poklicna nenadna smrt. Japonska je ena izmed redkih držav, ki ga navaja v statistiki kot posebno kategorijo. Glavni medicinski vzroki smrti zaradi karošija so srčni infarkt in možganska kap zaradi stresa.
Prvi primer karošija so poročali leta 1969 s smrtjo zaradi kapi za 29-letnega moškega, ki je delal v transportnem oddelku največje japonske časopisne družbe. Šele proti koncu osemdesetih let 20. stoletja, v času Bubble Economy, ko pa je več visokih poslovnežev, ki so bili v svojih najboljših delovnih letih, so nenadoma umrli brez predhodnih znakov bolezni. Mediji so o tem začeli poročati, kot da gre za nov pojav bolezni. Ta nov pojav, je bil hitro označen kot karoši. Obravnavan je bil kot resna grožnja delovni sili. V letu 1987, se je skrb javnosti povečala, japonsko ministrstvo za delo je začelo objavljati statistične podatke o karošiju.
Gospodarski vzpon na Japonskem v povojnih desetletjih je bil obravnavan kot povod za to, kar je bila imenovana nova epidemija. Ugotovljeno je bilo, da zaposleni ne morejo delati za dvanajst ali več ur na dan, šest ali sedem dni na teden, leto za letom, ne da bi trpeli tako fizično kot psihično. Meritev je pokazala, da ima japonski delavec približno dve uri nadur na dan v povprečju. Te nadure, pa v povprečju niso bile plačane.

## Vpliv na družbo
Mnogi bodo pripravljeni delati neplačane nadure do skrajne mere, zlasti njihovi mladi sodelovci pa bodo odnehali zaradi prevelikega stresa. V nekaterih primerih je bilo dokazano, da se podjetja zavedajo slabega zdravja delavcev. Medtem tožbe zaradi smrti, ki nastopi zaradi prekomernega dela na Japonskem naraščajo in s tem tudi odškodnine sorodnikom zaradi izgube svojca. Vendar, preden se lahko dodeli družini nadomestilo, mora inšpekcijski urad za delo dokazati, da je bila smrt povezana z delom. To pa lahko traja več let v podrobnih in dolgotrajen sodnih obravnavah. Zaradi tega, mnogi ne zahtevajo plačila.

## Reakcija vlade
Japonska sodišča dodelijo odškodnino sorodnikom v primeru, da je prekomerno delo botrovalo stresu ali depresiji na delovnem mestu, ki se je končala s samomorom zaposlenega. Urad za inšpekcijske standarde zavrača tožbe z odškodnino, ki jih utemeljujejo s prakso “ prostovoljno ” nedokumentiranih neplačanih nadur, kot glavni vzrok primerov karošija.
Tukaj imamo edinstveni običaj: hkratno zaposlovanje novih diplomantov na Japonskem je zelo težko, kajti najti novo stabilno službo je zelo težko, če izgubiš dosedanjo službo. Zaradi tega delavci ne morejo zavrniti dela z neplačanimi nadurami.
Japonsko ministrstvo za zdravje, delo in socialne zadeve je objavilo statistiko za leto 2007: 189 delavcev je umrlo, večina od njih zaradi možganske kapi ali srčnega infarkta in približno 208 je hudo bolnih zaradi prekomernega dela v tistem letu do marca, kar je najvišja raven v evidenci v primerjavi s preteklim letom, kjer je bilo 17,6%. 921 delavcev trdi, da je postalo duševno bolnih zaradi prekomernega dela. V 306  primerih pa je ministrstvo odobrilo odškodnino. V 201 primeru pa so delavci naredili samomor ali ga poskušali narediti.
Japonska vlada je prepoznala odgovornost podjetij za prekomerno delo njihovih zaposlenih. 20 aprila 2008 je bilo odobreno, da mora podjetje plačati 200 milijonov jenov, moškemu, ki je padel v komo zaradi prekomernega dela . Zakonodaja, ki je trenutno v veljavi, je v veljavi s tem namenom, da se prepreči ali vsaj zmanjša številov primerov karošija. Pričakovati je, da taki primeri vključujejo tudi omejitve nadurnega dela, kot tudi uvedbo zdravniškega pregleda, preden delodajalec odobri nadurno delo zaposlenemu, ki presega določeno število ur.

## Odziv korporacije
Številna podjetja so se začela trudit izboljšat delovno življenje za svoje zaposlene. Toyota, na primer zdaj na splošno omejuje nadurno delo do 360 ur na leto (povprečje 30 ur mesečno), in uvedla javna obvestila v svoje pisarne, da na vsako uro more bit malo počitka in da po 19.00 uri pozivajo delavce oditi domov. Nissan ponuja Teledelo za pisarniške delavce, da bi lažje skrbeli za otroke ali starše . Več deset velikih družb so uvedle dneve brez nadurnega dela in zahtevale od svojih zaposlenih, da zapustijo svoja delavna mesta najkasneje do pol šeste ure. Vendar, ker je dela veliko, se je nekaj delavcev odločilo da, kar prespijo na svojih delovnih mestih ali pa preprosto svoje delo odnesejo domov in ga tam končajo.
V letu 2007, Mitsubishi UFJ Trust in največje Japonske bančne podružnice, začelo omogočat zaposlenim, da lahko zapustijo delovno mesto tri ure prej in tako poskrbijo za svoje otroke in starše. 5. Januar 2009, je 34 družb z 7.000 zaposlenimi, potrdilo uvesti tak načrt.
Problem neplačanih nadure v raznih podjetjih je, da se nadure preprosto v nekaterih primerih sploh ne zabeležijo. Delovna zakonodaja omejujejo število opravljanih nadur. Delavci so povedali, da sami nadur ne zabeležijo in s tem podjetje ni v kršitvi delovnega časa. Delavci sami pogosto to racionalizirajo, da gre za prenaporno delo s premalo znanja z njihove strani. Opisujejo jo kot pomanjkanje domačnosti z delom, in da niso dovolj usposobljeni za delo, ki ga delajo in je to vzrok za to, da dela ne opravijo dovolj hitro in ob pravem času. Na splošno, nadure so nekaj kar splošno spada pod delo. Pritožbe glede tega so zelo redke.  Seken' (世間), ali javen vpogled (mnenja drugih o nekem vedenju) je močan dejavnik v tem. Predvideva se, da večina statistike nadur v japonskih podjetjih niso točne, kot tudi, da v večini primerov nadure niso zabeležene. To ni nič nenavadnega, saj za večino zaposlenih Japoncev velja, da delajo do zelo poznih ur, tam do 2 ali 3 ure zjutraj in se od njih pričakuje, da bodo v pisarni že isti dan ob 9 dopoldne. V nekaterih primerih (predvsem v hčerinskih podjetjih velikih javnih družb, ki se spopadajo s pritiskom matične družbe, ki ustvarjajo poti skozi katere izkoriščajo hčerinske družbe). Zaposleni so poročali, da so naredili 300 ur nadurnega dela v enem mescu. Ta statistika je v skoraj vseh primerih in je neuradna. Zaposleni se vzdržijo omenjanju takih statistik javnim organom ali tisku, ali da bi bili imenovani pod temi statistikami.

## Medijske pozornosti
Francosko-nemški TV kanal Arte so pokazal dokumentarec z naslovom "Alt in Japan", 6. novembra 2006, ki se ukvarjajo s starostjo delavcev na Japonskem. Leta 2008 je karoši spet prišel na naslovnice: Smrt nazaj v letu 2006, ključni Toyota inženir, ki v povprečju opravil več kot 80 ur nadurnega dela vsak mesec. Njegova družina je bila nagrajena v koristi, potem ko so si ogledal njegov primer.
Preprosta multi-platforma arkadna igra se imenuje Karoshi (2008), ki ga Jesse Venbrux razvija in YOYO GAMES pomagala objaviti pri ustvarjanju zavesti o karošiju v letu 2008. Ta igra je bila serija sestavljanke platformne igre, v kateri cilj je umrla. Igra še vedno živi z novejšo različico Karoshi: Suicide salaryman (2008) je nasledil Super Karoshi (2009). Nekatere od teh iger so bile prenešene na računalnik Macintosh, ki ga Vetra GAMES, medtem ko je iOS različica z naslovom Mr. Karoshi objavljena na nekaterih mobilnih platformah YOYO GAMES.